# 鈴木孝博
鈴木 孝博（すずき たかひろ、1952年8月15日 - ）は、日本の経営者。作家。東京都出身。慶應義塾大学商学部卒。
1975年野村證券入社、同社神戸支店を皮切りに本社企画部門、支店長職等を歴任
1997年CSK(現・SCSK)入社
2002年サービスウエア・コーポレーション（現・SCSKサービスウエア）副社長
2003年CSK（現・SCSK)取締役常務執行役員
2008年CSKホールディングス(現・SCSK)副社長
2010年UCOM(現・アルテリア・ネットワークス)社長
2014年発現マネジメント代表取締役社長
(株)アクシスなどベンチャー企業数社の社外役員等を務め、若い経営者の育成・支援に手腕を発揮している。
経営デザインアドバイザー。経験を活かしたお仕事ドラマのジャンルで著作活動や講演活動も行っている。

## 著書
- 『左遷社員 池田 リーダーになる　～昨日の会社、今日の仕事、明日の自分～』2016年7月、リーブル出版、ISBN 978-4863381520
- 『由佳の成長、それは奇跡の出会いからはじまった〜「会社のあり方」「私の生き方」〜』2018年12月、リーブル出版、ISBN 978-4863382404
- 『出向役員野島、決断する　～「器量」のリーダー、「度量」のリーダー～』2021年１月、リーブル出版、ISBN　978-4-86338-292-3